# Sé Supermercados
Sé Supermercados foi uma rede brasileira de supermercados sediada em São Paulo.

## História
Manuel da Silva Sé, um imigrante português vindo da Ilha da Madeira chegou ao Brasil em 1939 na cidade de São José do Rio Preto, no interior de São Paulo. Em 1954, em sociedade com o amigo Antonio Gonçalvez, inaugurou uma loja que vendia alimentos e cristais. A sociedade foi desfeita em 1973.
No mesmo ano, foi inaugurada a primeira loja da Sé Supermercados em Campo Limpo, na zona sul de São Paulo.
Em 1995, um incêndio atingiu um depósito de mercadorias, que matou 5 pessoas.
No ano seguinte, morre Manuel da Silva Sé.
Em 1997, a rede foi vendida pelo grupo Garantia. No mesmo ano, oito meses após a venda da rede foi vendida novamente para o grupo português Jerónimo Martins.
Em 2002, foi vendida pelo Grupo Pão de Açúcar por R$ 400 milhões, sendo incorporada pela rede CompreBem. Hoje o terreno da sede do supermercado pertence ao grupo ALLOS, que em 2005 foi inaugurado o Shopping Campo Limpo.